# تذييل الحمض النووي الريبوزي منزوع الأكسجين
تذييل الحمض النووي الريبي المنزوع الأكسجين أو شرح الجينوم هو عملية تحديد مواقع الجينات وجميع المناطق المشفرة في الجينوم وتحديد ما تقوم به تلك الجينات. التعليق التوضيحي (بغض النظر عن السياق) هو ملاحظة تضاف على سبيل التفسير أو التعليق. وحالما يترتب تسلسل الجينوم، يلزم شرحه من أجل فهمه.